# Звизжи
Звизжи (рос. Звизжи) — присілок в Дзержинському районі Калузької області Російської Федерації.
Населення становить 249 осіб. Входить до складу муніципального утворення Угорське сільське поселення.

## Історія
Від 2004 року входить до складу муніципального утворення Угорське сільське поселення.

## Населення
| 2002 | 2010 |
| ---- | ---- |
| 336  | ↘249 |